# Жива Вервиця
«Жива Вервиця» — релігійна католицька організація, заснована в 1826 році.

## Жива Вервиця
Організація Живої Вервиці заснована преподобною Павліною (Марією) Жарікот у 1826 році в м. Ліон (Франція). З 20 років Павліна розпочала займатись місійною діяльністю. Вона була близьким духовним соратником св. Івана Марії Віанея, священика з Арсу. Організація Живої Вервиці [Архівовано 25 квітня 2010 у Wayback Machine.] була офіційно схвалена і постійно підтримувана папою Григорієм XVI та набула канонічного статусу 27 січня 1832 року.
«Ми живемо з непохитним упованням на Боже благословення. Однією з численних переваг цієї посвяти є те, що вона — проста і заохочує нас до вшанування Пресвятої Богородиці в будь-якому місці і в будь-який час. Єднання багатьох душ у спільній молитві творить величезну силу і схиляє до нас Боже милосердя. З цієї причини ми не вагаючись адресуємо дану практику авторитетом нашого понтифікату, повсякчас пам'ятаючи про великі переваги, якими наділена Католицька Церква завдяки молитвам до Богородиці через вервицю, впроваджену на її честь». (Папа Григорій XVI, 1839 р. Б.).
Жива Вервиця — це не щось нове у вірі, це продовження вервиці, проповідуваної святим Домініком, яка була дана йому в об'явленні Божою Матір'ю.
У дні лихоліття та безладдя, розладу і модернізму Жива Вервиця — це могутня сила добра, для кожної сім'ї, парафії та країни. Сьогодні ми боремося проти диявола та гріха, що приводить до пекла. Жива Вервиця — це подарунок Цариці Небес. Щира молитва скріплює Живу Вервицю та відвертає всі наступи сатани. Пожертва членів організації поєднана із молитвою сприяє поширенню віри. Тож об'єднуймося для спільної мети та спільної молитви. Мета Всесвітньої Організації Живої Вервиці — возвеличення Непорочного Серця Матері Божої та вшанування святої Філомени — нашої опікунки та заступниці, духовне відродження Церкви через молитву пожертву та поширенні віри.

### Мета
Мета Живої Вервиці — умилостивити гнів Божий на грішний світ через заступництво Богородиці, молитву за Боже благословення для Церкви, пожертву для євангелізації і поширення віри, щоб зберегти і відновити віру в серцях людей, а також — сприяти наверненню грішників і піднесенню святої Матері-Церкви.

### Намірення молитви
Намірення молитви полягає у
- відновленні віри в Господа нашого Ісуса Христа та тріумфу Непорочного Серця Марії;
- поширенні набожества до св. Філомени та святих УГКЦ ;
- молитві за духовне відродження у Церкві та місцевості, де є осередок Живої Вервиці.

### Умови
Жива Вервиця не є ще однією із численних форм побожності, але продовженням вервиці, про яку навчав св. Домінік і до якої не раз закликала у своїх появах Богородиця. Сьогодні, у дні зла, хаосу, поділів і модернізму, Жива Вервиця може стати могутньою силою у кожній сім'ї, парафії, єпархії чи країні. Вона є даром Цариці Небес. Якщо молитись її з вірою і заручитись при цьому молитовною підтримкою всієї організації, вона вчинить будь-які напади диявола безсилими. Жива Вервиця наділена великою потугою перед престолом Божим завдяки єдності її членів. Незліченними є ласки і щедроти, які засилаються щодня членам організації, оживленим полум'ям Божественної Любові і Непорочного Серця Марії. Той, хто молиться вервицю сам, пожинає духовні плоди лише з однієї вервиці, але якщо він чи вона поєднані з мільйонами членів Живої Вервиці, тоді вони пожинають плоди з молитов усіх її членів.
Розбірливо напишіть Ваше ім'я та повну поштову адресу і пришліть цю інформацію до Центру Живої Вервиці в Україні. Ви можете також вписати членів Вашої родини, друзів і знайомих, попередньо запитавши про їхню згоду. Усі члени записуються у групи із 15 людей і відповідальна особа, що за ними закріплена, координує надсилання списків та допомагає у забезпеченні членів вервичками, духовною літературою, параманами та ін.
Якщо у вашій місцевості немає представника Живої Вервиці, звертайтеся безпосередньо до Центру Живої Вервиці у Львові.
Ваша адреса та інші відомості залишатимуться в центрі організації, і в жодному випадку не будуть передані будь-якій особі чи організації без Вашого письмового дозволу. Якщо Ви вирішите перервати своє членство в організації або змінити місце проживання, обов'язково повідомте нас про це. Ваше таїнство є постійним особистим зобов'язанням і не може бути відмовлене іншою особою або скасоване кимсь іншим, а не Вами. У випадку Вашої смерті бажано, щоб родичі або друзі повідомили нас. Ми перепоручимо Вашу десятку іншій людині і будемо постійно молитися та служити Служби Божі за упокій Вашої душі і душі всіх інших померлих членів Живої Вервиці.

### Час
У будь-яку пору дня або ночі і в будь-якому місці. Члени Живої Вервиці можуть проводити молитовні зустрічі для спільної молитви, читання Святого Письма, обговорення проблем віри, засад християнського життя, інших духовних питань.

### Тривалість
Щодня впродовж усього життя аж до смерті.
Підпорядкування церковній владі.
Усі члени Живої Вервиці цілковито і беззаперечно визнають владу Святішого Отця Папи Римського, Блаженнішого Патріарха Любомира, єпископа — ординарія єпархії, до якої належить. Усі члени Живої Вервиці повинні постійно молитися за церковну владу, адже послух до церковної ієрархії є необхідним елементом для духовного життя кожного християнина, а особливо члена Живої Вервиці.

### Основні вимоги
Послух Святішому Отцю Папі Римському, правлячому Єпископові — Ординарію єпархії, о. настоятелю або адміністраторові парафії де Жива Вервиця функціонує.
Постійна участь у житті Церкви, завдяки участі в Божественній Літургії, прийманню Святих Тайн, дотримання норм християнського життя та активній діяльності для добра Католицької Церкви. Завдяки молитві, пожертві кожен із членів Живої Вервиці є співвідповідальним за долю Католицької Церкви, спасіння людей і поширення віри!

### Обов'язки членів Живої Вервиці
Кожен член організації має відмовляти приписане молитовне правило організації.
Кожен член Живої Вервиці мусить найактивніше брати участь у житті парафіяльної спільноти через — приймання Святих Тайн, частої участі в Богослужіннях парафії, заохочування людей до активнішої праці на користь парафії та Церкви.
Членам Живої Вервиці рекомендується молитися Вечірню, Утреню, Часи.
Під час місяців травня та жовтня, які в особливий спосіб присвячені Пречистій Діві Марії та молитві на вервиці, члени Організації повинні особливо почитати Пречисту Діву Марію, відмовляючи щодня усі 15 таємниць вервиці.
Членам Організації Живої Вервиці рекомендується допомагати хворим та немічним людям отримувати Святі Тайни, потішати їх своєю присутністю та допомагати їм.
Члени Живої Вервиці мають обов'язок молитися за померлих членів організації. Потрібно жертвувати молитви, труднощі та терпіння за померлих членів організації та особисті потреби.
Членам організації потрібно постійно пам'ятати слова папи Григорія XVI, який зазначив: «Ми повинні активно працювати для того, щоб запалити серця всіх людей: ревністю, повагою, любов'ю і набожністю до Пречистої Діви Марії. Нам потрібно більше працювати для того, щоб поширювати Живу Вервицю безперестанку, щоб кількість людей та благодаті, які ми отримуємо постійно зростали. Нам потрібно поспішати, щоб вдосконалюватися та зростати в чеснотах. Ми відаємо себе Пречистій Діві Марії, яка обіцяла всім, хто буде почитати її привести до неба».
Потрібно молитися за церковну ієрархію та потреби Української Греко-Католицької Церкви.
Допомагати Організації Живої Вервиці у ділі друкування духовної літератури, організації місійних заходів для відновлення віри.
Бачити в кожній людині того «євангельського ближнього», котрого маємо любити як самого себе, бо й він створений на «образ і подобу Божу».
Активно брати участь у житті Церкви та всіляко допомагати Живій Вервиці у ділі поширення віри.
Плекати любов до літургійної традиції Церкви, до якої належить учасник Організації.
Складати пожертви для діяльності Організації та поширення віри в Україні.
Плекати набожність до святої Філомени та ревно почитати святих УГКЦ.

### Присутність Живої Вервиці
США, Англія, Румунія, Білорусь, Філіппіни, Індія, Пакистан, Папуа Нова Гвінея, Мозамбік, Ліван, Ізраїль, Шрі Ланка, Литва, Східний Тимор, Індонезія, Нігерія, Австралія, Чилі, Парагвай, Перу, Польща, Гана, Уганда, Танзанія, Кенія, Еритрея, Камерун, Замбія, Ефіопія, Ірландія, Нікарагуа, Острови Фіджі, Мальта, Японія.
В усіх цих країнах Жива Вервиця є визнана і активно функціонує, приносячи багато духовних благодатей для цих країн. Багато священиків, єпископів, монахів та монахинь є членами Живої Вервиці та активно підтримують діяльність цієї молитовної організації.

### Основні рекомендації для осіб, які бажають заснувати Живу Вервицю
Для того, щоб стати членом Живої Вервиці, особа повинна бути вписана до загального списку. Бланки списків можна замовити в Центрі Живої Вервиці [Архівовано 27 квітня 2010 у Wayback Machine.] у м. Львові:
Українське представництво Всесвітньої Організації Живої Вервиці святої Філомени
А / C — 841, Львів — 8, 79008 Україна
LivingRosary (Ukraine)
Post Office Box — 841
Lviv — 8
79008 Ukraine
Europe
http://www.livingrosary.org.ua [Архівовано 25 квітня 2010 у Wayback Machine.]
Людина, яка стала членом Живої Вервиці, повинна молитися щодня одну десятку Вервиці з таїнством, яке вона отримає від представника Живої Вервиці.
Для ефективної діяльності організації представникові Живої Вервиці потрібно присилати списки нових членів, фотографії про діяльність, свідчення про чуда та ласки через посередництво св. Філомени до Центру Живої Вервиці в Україні.
Місцевому представникові організації потрібно заохочувати людей ставати членами Живої Вервиці.
Дбати про те, щоб у кожному сусідньому селі чи місті був свій представник Живої Вервиці, щоб координувати і створювати нові групи, висилати списки, фотографії про діяльність гуртків Живої Вервиці, повідомляти про ласки і чуда, які люди отримали через членство в Живій Вервиці, молитви до св. Філомени, носіння пояса св. Філомени, святого Парамана, використання мира св. Філомени до центру Живої Вервиці у Львові.
Якщо спільнота Живої Вервиці бажає молитися інші молитви, такі як: Ісусова молитва — чотки та інші молитовні правила, то ця спільнота може молитися ці молитви.
Нам потрібно через молитву, проповіді про Живу Вервицю, свідчення про отримані ласки, заохочувати якнайбільше людей створювати в кожному селі чи місті гуртки Живої Вервиці. Це дозволить нам присилати таким гурткам вервиці, парамани, пояси, миро святої Філомени, медалики Непорочного Зачаття, образки, молитовники та релігійну літературу для духовного вдосконалення учасників молитовного братства.
Наскільки ми будемо активно брати участь у діяльності Живої Вервиці, заохочувати людей ставати членами Живої Вервиці, настільки ми прискоримо відновлення віри до Господа нашого Ісуса Христа та тріумфу Непорочного Серця Богородиці Діви Марії.

### Привілеї членства у Весвітній Організації Живої Вервиці
Єднання у молитві із трьома мільйонами членів Живої Вервиці у всьому світі.
Кожного дня служиться Служба Божа за членів Живої Вервиці у всьому світі.
Члени організації постійно моляться за спочилих членів Живої Вервиці. За померлих членів Живої Вервиці відправляються щоденні заупокійні Служби Божі.
Постійна допомога в організації груп Живої Вервиці.
Особи, які активно допомагають Живій Вервиці, отримують багато благодатей від Пречистої Діви Марії, адже ця організація належить Їй.
Постійне заступництво та підтримка Пречистої Діви Марії, святої Філомени для членів організації та їхніх близьких та знайомих.
Молитовна підтримка для людини від усіх членів Живої Вервиці випросить у Бога багато благодатей та вчинить будь-які напади диявола безсилими.
Завдяки членству в Живій Вервиці ви маєте змогу стати апостолом Ісуса Христа та Пречистої Діви Марії у нинішньому світі.

### Пожертва для поширення віри
Дорогі Браття і Сестри у Христі!
Допоможіть Живій Вервиці поширювати віру, моральність,
завдяки Вашій молитві, пожертві для поширення віри.
Члени Асоціації Живої Вервиці повинні складати добровільні пожертви [Архівовано 1 жовтня 2010 у Wayback Machine.] для того, щоб покривати видатки діяльності організації. Пожертва використовується для друкування духовної літератури, організація місій, реколекцій, допомога священикам у місійній діяльності та розбудові Живої Вервиці в Україні. Пожертви використовуються для розвитку Живої Вервиці в інших областях України. Рекомендується добровільна пожертва кожного місяця. Пожертви потрібно надсилати до Центру Живої Вервиці у місті Львові:
Інтереси Всесвітньої Організації Живої Вервиці представляє благодійний фонд «Світло для Сходу». Допоможіть принести Живу Вервицю і святу Філомену до кожної потребуючої душі, яка потребує оздоровлення і спасіння!
Благодійний Фонд «Світло для Сходу»
Р/р: 2600901083573 в ВАТ «Кредобанк»
Отримувач: Благодійний Фонд «Світло для Сходу»
ВАТ «Кредобанк» МФО 325365 ЗКПО 34857845
З обов'язковим зазначенням — «Добровільна пожертва для Фонду».
Ця богоугодна справа є можливою завдяки добровільним пожертвам наших членів, а також молитвам тих, хто не може долучитися фінансово.

### Історія
Це була Павліна Жарікот, яка запалила вогонь віри по всій землі. Правдива дочка церкви, яка гідна хвали та поваги від всього людства. Її духовний зір показав важливе пророче завдання та місію. Джерело цієї місії було глибоке духовне життя, цілковито відкрите до любові Божої, характеризованої дитячою довірою до Бога та Пречистої Діви Марії. Павліна володіла харизматичною щедрістю, яка дозволила їй діяти без вагань, здійснюючи важливі та конечні завдання для поширення віри та відродження влади Царя Христа на цій землі. Це є правда, що Павліна, як багато інших у церкві, відповіла всім серцем на незвичайне покликання для поширення віри, незважаючи на нерозуміння та переслідування, які траплялися на їхньому шляху. Святість Павліни була викристалізувана в дійсність надзвичайно просту та ефективну, яка базувалася на молитві, пожертві та поширенні віри — Живу Вервицю.
Всесвітнє проповідування віри в усій її чистоті цієї святої засновниці. Розпочнімо молитися. В сучасну добу сваволі і безбожництва, що його сіє дух світу і несе зіпсуття в родинах і Церкві. Помолімося більш щиро та постійно для збереження та поширення віри святої католицької церкви!
Світовий успіх праці Павліни Жарікот був заснований на джерелі милосердя в її великому серці. Які б страждання та несправедливість вона терпіла, від неї ніколи не було чути жодних нарікань. Павліна стала жертвою великої любові до Господа Бога.
Батько Павліни був 13 дитиною в багатодітній сім'ї. Він був постійний, сміливий, чесний, побожний. У нього був звичай відвідувати щоденно Службу Божу перед початком свого робочого дня. Його діяльністю була торгівля шовком. Після одруження із Жанною у їхньому будинку запанували мир і злагода. Це була побожна молода пара. У цій праведній родині були народжені вісім дітей. Павліна була наймолодшою, народившись 21 липня 1799 року. Родиний бізнес батька Жарікот процвітав, родина була заможною, але багатство мало негативний вплив на душі дітей.
У час народження Павліни, священики Католицької Церкви виконували вказівки уряду і тому Павліну було хрещено підпільним католицьким священиком, який не виконував накази уряду. Брат Павліни Філіп був на два роки старший від Павліни. Ці двоє дітей були нерозлучними. Підростаючи вони мріяли стати місіонерами та проповідувати слово Боже.
Павліна була покірною та лагідною дитиною. Вона мала дуже гарний та милозвучний голос і батько часто називав її «моїм соловейком», а мати до цієї фрази додавала слово «Неба». Вона провела радісне і мирне дитинство. Коли вона подорослішала, почала відвідувати різні світські вечірки та зібрання молодих людей тогочасної світської еліти. Павліна говорила: «Я одягалася в найкращий одяг, вірячи, що є гідною всезагального поклоніння і прикрашала себе вишуканими прикрасами». Самозамилування залишило великий слід у моєму серці. У цей час з нею стався нещасний випадок. Павліна впала з драбини і пошкодила голову. Ця травма негативно вплинула на її здоров'я. Лікарі боялися за її здоров'я. Переповнена горем мати Павліни пожертвувала Павліну Богові і невдовзі сама померла.
Душа та серце Павліни розривалися від суперечливих відчуттів, вона тоді зрозуміла: «Моє життя одноманітне і молодь, яка оточує мене сумна та нещаслива у своєму житті». У сімнадцять років Павліна почула проповідь настоятеля Вурца. Суть цієї проповіді була в тому, що все життя це марнота марнот. Вражена цією проповіддю Павліна висповідался у цього праведного монаха з цілого свого життя. Вона повернулася додому і спалила усі свої романтичні книги, та вирішила не одягати прикраси чи гарний одяг ніколи більше у своєму житті. Вона зізнається: «Я терпіла важко в перші місяці навернення. Ніколи не буде можливо зцілити себе повністю від марноти, якщо постійно не чувати над собою. Смерть здається мені, є для того, щоб позбутися усієї марноти світу».
Павлін вирішила служити Господові Богу. Незабаром вона відвідала святиню Пречистої Діви Марії і присягнула Богові залишатися чистою тілом та душею. Прекрасно розуміючи, що вона не має покликання стати монахинею. Дві найбільші пристрасті володіли Павліною через ціле її життя, з якими вона повинна була постійно боротися: гнівливість та гордість. Першим чинником, який допомагав їй зберігати тишу була постанова затуляти рота, щоб не промовляти зайвих слів. Ця пристрасть поговорити з часом почала ставати все меншою, а згодом Павліна змогла подолати її цілком.
Перед усією родиною Павліна попросила прощення. Багато сліз було проллято, коли Павліна перегорнула сторінку свого минулого. Вона відчула себе звільненою та відновленою. Павліна прийняла обітницю убожества та чистоти, відвідувала бідних людей та одягалася так як вони, щоб не викликати в бідних меншовартості. Павліна намагалася бути такою як вони. Вона допомагала дітям та одиноким матерям, випрошуючи для них роботу у свого брата, який був власником великої ткацької фабрики. Павліна пам'ятаючи про духовний занепад спричинений Французькою революцію і постійними образами Господа Бога, заснувала гурток побожних жінок, які молилися за навернення Франції. Цей гурток почали називати «Відкупительками».
Христос вибирає душі і дарує цим душам розуміння стану речей у світі та Церкві для того, щоб сповнити через них свою волю. В одній із промов Павліна сказала: «Я запалила смолоскип і намагаюся, щоб вогонь віри поширився по всій землі». Тому в скорому часі Павліна Жарікот засновує організацію поширення віри у Франції.
Вона постійно просила брата Філіпа стати священиком. Разом вони постійно думали про місійну діяльність. Філіп просив у неї допомоги із товариством «Рие де Бак» (поширення віри), котре було засноване в Римі 3 травня 1822 року, головною метою якого була молитва та збір коштів для місійної діяльності в Азії. Павліна Марія Жарікот заснувала таке саме товариство в місті Ліоні у Франції. Головним завданням цього товариства було зібрання коштів для місійної діяльності Церкви та допомоги місіонерам.
Весною 1818 року Павліна почала відвідувати фабрики та збирати пожертви для місійної діяльності між членами молитовного гуртка «відкшкодовувачів». Пожертва становила всього декілька центів — копійок. Вона відвідувала людей та просила їхньої допомоги для місійної діяльності Церкви. Павліна завжди хотіла, щоб ця діяльність була персоналізованою. Вона ходила від особи до особи просячи допомоги для Церкви. Це було однією із основних характеристик цієї харизматичної особистості.
Вона постійно молилася за здійснення ідеї формування груп, які б відповідали за поширення молитви. У кожній групі повинен бути лідер, який би координував діяльність групи. Діяльність перевершила задум. Спочатку Павліна робила все сама. Збирала групи, молилася з ними. Ця діяльність викликала опозицію. Канцлер Курман розпочав опозиційну діяльність проти Павліни. У своїх проповідях він звинувачував Павліну в розгортанні несанкціонованої діяльності в місті Ліоні. Такі самі проблеми траплялися й у інших парафіях. Було декілька людей, які підтримували її діяльність. Вона вирішила тоді негайно виконати волю священиків та припинити свою діяльність. Однак у той самий час, священик із церкви святого Полікарпа почав активно захищати Павліну. Їй на той час було лише 19 років. Брат Філіп також заохочував її продовжувати цю діяльність. Слова його листа були пророчими: «Продовжуй поширювати діло милосердя, якщо це є можливо. Твоя діяльність — неначе гірчичне зерно, яке виросте вскорому часі у велике дерево, яке своїми гілками покриє землю».
Французький єпископ із США прибув до Ліону, щоб просити матеріальної допомоги для єпархії у Новому Орлеані. Американський місіонер потребували коштів для розвитку місійної діяльності. Саме цей єпископ запропонував, щоб місійна діяльність поширювалася і на Америку, і на Азію. Він переконав Павліну почати працювати з ним і використав віру та любов до Господа цієї дівчини. Настоятель монастиря Інгелезе керував діяльністю Павліни і незабаром присвоїв велику суму грошей для свого особистого використання. Він став членом товариства в місті Ліоні. Люди довіряли йому і просили, щоб він заснувати товариство для поширення віри.
Цей священик розпочав діяльність організації, план та ідею якої розробила та втілила в життя скромна раба Божа Павліна Жарікот. У скорому часі цей священик перебрав усю діяльність у свої руки.
У 22 роки Павліна вирішила продовжувати вдосконалюватися духовно та написала працю «Невимовна любов до святої Євхаристії». Ця праця була опублікована і підписана псевдонімом. Настоятель Вурц визнав, що це чудова праця і висловив думку, що Павліна має покликання вести контеплятивне життя. Павліна терпіла неймовірно, проте вона послухала порад свого сповідника. Час минав. Товариство Поширення Віри працювало без Павліни.
Вервця — це відданість Матері Божій. Павліна почала свою діяльність, віддавшись в опіку Матері Божій 8 грудня 1826 року. Чудовий приклад відданості вервиці надовго залишився для тих, хто називає себе віруючим, для всіх старих і хворих, які не спроможні робити нічого іншого. Мета створення організації Живої Вервиці — це спасіння світу і поширення віри. Павліна знала могутню силу вервиці, яка перемагає силу диявола. Дехто вважав, що повторення вервиці це легковажність і що більші форми молитви мають більшу силу. Цим людям Павліна відповідала: «Уявіть, що ви на цій землі, де живе свята родина, і ви знаєте, що вони були причетні до якоїсь певної квітки, чи ви б не намагалися дістати цю квітку для тих, хоча б ви самі надавали перевагу іншим».
Визнаваймо цінність вервиці, яку так наполегливо рекомендувала Пречиста Діва Марія. Павліна знала могутню силу вервиці проти сил диявола. У Павліни виникла ідея створення групи, яка складається із 15 членів.
Отець Рам'єра автор праці «Сила молитви» писав 1862 року: "Ця чудова організація досконало підходить для того, щоб стати засобом набожності. Святий Дух, посланий Господом Богом вибрав Павліну Жарікот. Кожен член, який добровільно внесе п'ять франків на рік зобов'язаний залучити п'ятеро нових людей до Живої Вервиці. Більшість єпископів рекомендували Живу Вервицю, як необхідну організацію для їхніх єпархій. Після смерті Павліни в самій Франції налічувалося два мільйони членів Живої Вервиці. Павліна говорила: «Ми об'єднуємося в молитві зі всіма людьми світу у Всесвітню Організацію Живої Вервиці».
Павліна пов'язувала цю організацію з роботою релігійних видань, щоб висвітлювати і пропонувати всьому світові свої ідеї. Павліна любила писати. Вона писала багато і писала досить добре. Вона просвітила два мільйони членів Живої Вервиці далекоглядним релігійним часописом. Вона писала, що ці видання є тим, чим були послання святого Павла, для перших християн. «Піднесіть свої серця, і не зациклюйтеся на дрібних особистих інтересах і не проливайте сльози на дрібницях. Ісус Христос помер за усіх людей!» — закликала вона. Павліна, яка була віддана молодим людям постійно проводила місіонерську роботу.

### Павлінине чудо в Муньяно
Павліна Жарікот страждала захворюванням серця давно, і її найближчі друзі визнали, що смерть неминуча. В березні 1835 року ця хвороба серйозно посилилася. В цей час Павліна вирішила поїхати до Риму, щоб отримати благословення від Папи, а тоді до Муньяно де були реліквії святої Філомени.
Ця кінна подорож через Альпи — довга й небезпечна навіть для тих у кого нормальний стан здоров'я. Про її приїзд до Риму було повідомлено Святішого Отця Папу Григорія XVI. Це була надзвичайно велика честь для Павліни. Святіший Отець був надзвичайно доброю людиною і подякував їй за роботу на благо Святої Католицької Церкви і поблагословив її. Він просив молитися за нього в небесах і Павліна пообіцяла це робити. Тоді вона запитала: „Святий Отче, якщо я повернуся здоровою і пішки піду до Ватикану, а чи свята ваша опіка наді мною не образить святу Філомену? Так, так моя дочко — відповів папа це буде найдивніше чудо. Тоді звернувшись до настоятельки монахинь, святий Отець продовжував по-італійськи: «Яка хвора є наша дочка». Мені здається що вона вийшла з могили. Ми ніколи вже не побачимо її, вона ніколи не повернеться“.
Павліна зрозуміла, але лише загадково посміхнулася. Папа знову поблагословив її перед від'їздом і звернувшись до кардинала Лабрузчіні, котрий супроводжував його, поручив молитися за Неї.
Карета відправилася до Муньяно, але подорожували вночі через нестерпну спеку. До Мугано прибули напередодні свята святої Філомени. Натовпи народу зібралися на це святкування. Коли люди дізналися, хто така Павліна і яка мета її прибуття, всі були дуже здивовані.
Наступного ранку в День святої Філомени Павліна прийняла святе причастя біля гроту святої Філомени. Вона терпіла від жахливого болю по всьому тілі і її серце билося шалено. Вона знепритомніла, а в натовпі подумали, що вона померла і її винесли з Церкви. Та вона опритомніла і зробила знак, щоб її залишили біля мощей святої Філомени. Раптом потік сліз ринув з її очей, а лице вкрилися рум'янцем, її душа наповнилась радістю, їй здавалося, що вона відходить до неба, але це не була смерть. Свята Філомена уздоровила її!
Наставник монастиря наказав, щоб били дзвони в честь цього чуда, люди від радості гукали знову і знову: «Слава святій Філомені, слава нашій дорогій святій, хвала нашій дорогій французькій леді!».
У знак подяки Павліна декілька днів перебувала біля могили святої Філомени, а зі собою вона взяла цінну реліквію святої Філомени, статую святої. Статуя була одягнена у королівські ризи і для неї було відведене особливе місце. Коли Павліна поверталася назад до Риму, великі натовпи народу зібралися і кричали: «Чудо, чудо!» Павліна не повідомила Папу про своє одужання. Всі у Ватикані, що чули про неї були дуже здивовані. Папа понад усе був здивований, коли побачив її зовсім здоровою. Його Святість не повірив би в це, якби не бачив на власні очі. На її прохання він пообіцяв побудувати каплицю в честь святої Філомени. Щоб звеличити це чудо, Папа дав наказ Павліні залишитися в Римі цілий рік. Наприкінці року вона з Божого благословення повернулася до Франції.

### Від тріумфу до трагедії до небесного тріумфу
Товариство Живої Вервці процвітало. Близько тисячі релігійних статей з'являлися в Лорето кожного дня і влітку 1838 року Павліна мала змогу проінформувати папу Григорія XVI, що більше ніж один мільйон членів записалися до Живої Вервиці. Кожен із них жертвував молитися дев'ятниці вносячи від 15 центів до одного долара щорічної пожертви.
Протягом свого життя вона давала велику суму грошей на благодійність. Потребуючі люди приходили до мадемуазель Жарікот і вона надавала фінансову допомогу, духовну настанову і мудру пораду. Мрія Павліни була допомогти працюючим людям заснувати свою спілку, сучасне християнське місто, де чоловіки і жінки мали б засоби для життя, діти могли б навчатися, а хворі і старі — лікуватися. Звичайно, для фінансування цього проекту потрібна була велика сума грошей. Коли вона розповіла про цю ідею настоятелеві Віанею, він вигукнув: «Дитино, це чудово. Нехай ніщо не перешкодить тобі здійснити це. Не турбуйся про гроші. Пам'ятай, все, що ми робимо для Господа, робимо тому, що ми віримо в Небесного Отця». Більше ніж два роки Павліна молилася для здійснення цього задуму. Нарешті в неї виникла ідея щодо фінансування. Вона засновуватиме «Небесний банк», товариство із 15 багатих людей, які зроблять внесок, щоб створити фонд на суму 350 тисяч доларів. Вона навіть пішла просити Асоціацію про це, але їй відмовили в допомозі. Тоді Папа Пій ІХ вислав їм письмову ноту, що вони повинні допомогти їй, як засновниці цієї доброчинної справи. Павліна згодом писала: «Ніколи не буде іншої засновниці цієї доброчинної справи, я не лише член асоціації, але насправді засновниця її, я дійсно задумала цей план». Їй було боляче дивитися, що справа, яку вона так любить не має підтримки і фактично гине. Павліна зустрілася з жахливими труднощами: кредиторами, судовими органами, ходінням пішки на великі відстані і навіть зневагами і глузуваннями. Та вона живе для Господа і до своїх останніх днів вона буде йти за Ісусом Христом, який вмер за тих, хто його засуджував.
Рим. 13 червня 1888 року
Папа Лев ХІІІ
І ось закінчення історії. Бідна й самотня Павліна отримала відмову від центру Поширення віри, яка керувала Живою Вервицею і отримала відмову в годину нужди та потреби. Павліна пішки проходила милю за милею, але зустрічалася постійно із відмовами. Магдалина Софія Баран, близька приятелька Павліни згадувала: «За свої сімдесят років я не зустрічала нікого такого як мати Павліна. Поміж нас живе справжня свята». В журбі, Павліна знову наважилася зустрітися із настоятелем Іваном Віанеєм. Його слова до неї були наповненні мудрістю. Він казав, що розуміння — це шлях до Христа А книга отця де Монфорта «Справжня віра до святої Богородиці» — це неоціненний рукопис з яким повинні бути обізнані всі люди. Павліна все більше вдосконалювалася вірою і духовним життям. «Маріє, о моя мати, я — Твоя» — промовляла вона часто пошепки. Люди називали Павліну опікункою нужденних.
Жінки, які доглядали хвору Павліну мали можливість спостерігати, що при світлі єдиної гасової лампи, яка горіла в їхній кімнаті Павлінине обличчя випромінювало світло. «Яка вона прекрасна і молода, — не раз казали вони. Як молодо вона виглядає, святі завжди прекрасні і молоді». В стані зубожіння Павліна зі сльозами на очах промовляла свої останні слова: «Маріє, о моя Мати, я — Твоя».
Саме така жінка Павліна! Ми — діти її Живої Вервиці запалюймо вогонь цієї великої поборниці — апостолки молитви й засновниці Живої Вервиці. Тож не дозвольмо світові забути того, хто жертвувався для його спасіння. Не дозвольмо історії повторитися ще раз.
Члени Всесвітньої Організації Живої Вервиці [Архівовано 25 квітня 2010 у Wayback Machine.] щиро просять Вашої допомоги в розповсюдженні Живої Вервиці заснованої Преподобною Павліною Жарікот.